# Хатуєй
Хатуєй (рос. Хатуей) — село у Лескенському районі Кабардино-Балкарії Російської Федерації.
Орган місцевого самоврядування — сільське поселення Хатуєй. Населення становить 3549 осіб.

## Історія
Згідно із законом від 27 лютого 2005 року органом місцевого самоврядування є сільське поселення Хатуєй.

## Населення
| 2002  | 2010  | 2012  | 2013  | 2014  | 2015  | 2016  |
| ----- | ----- | ----- | ----- | ----- | ----- | ----- |
| 3736  | ↘3549 | ↗3599 | ↗3644 | ↗3667 | ↗3668 | ↗3700 |
| 2017  | 2018  | 2019  | 2020  |       |       |       |
| ↗3724 | ↗3746 | ↗3766 | ↗3789 |       |       |       |